# NEE-01 Pegaso

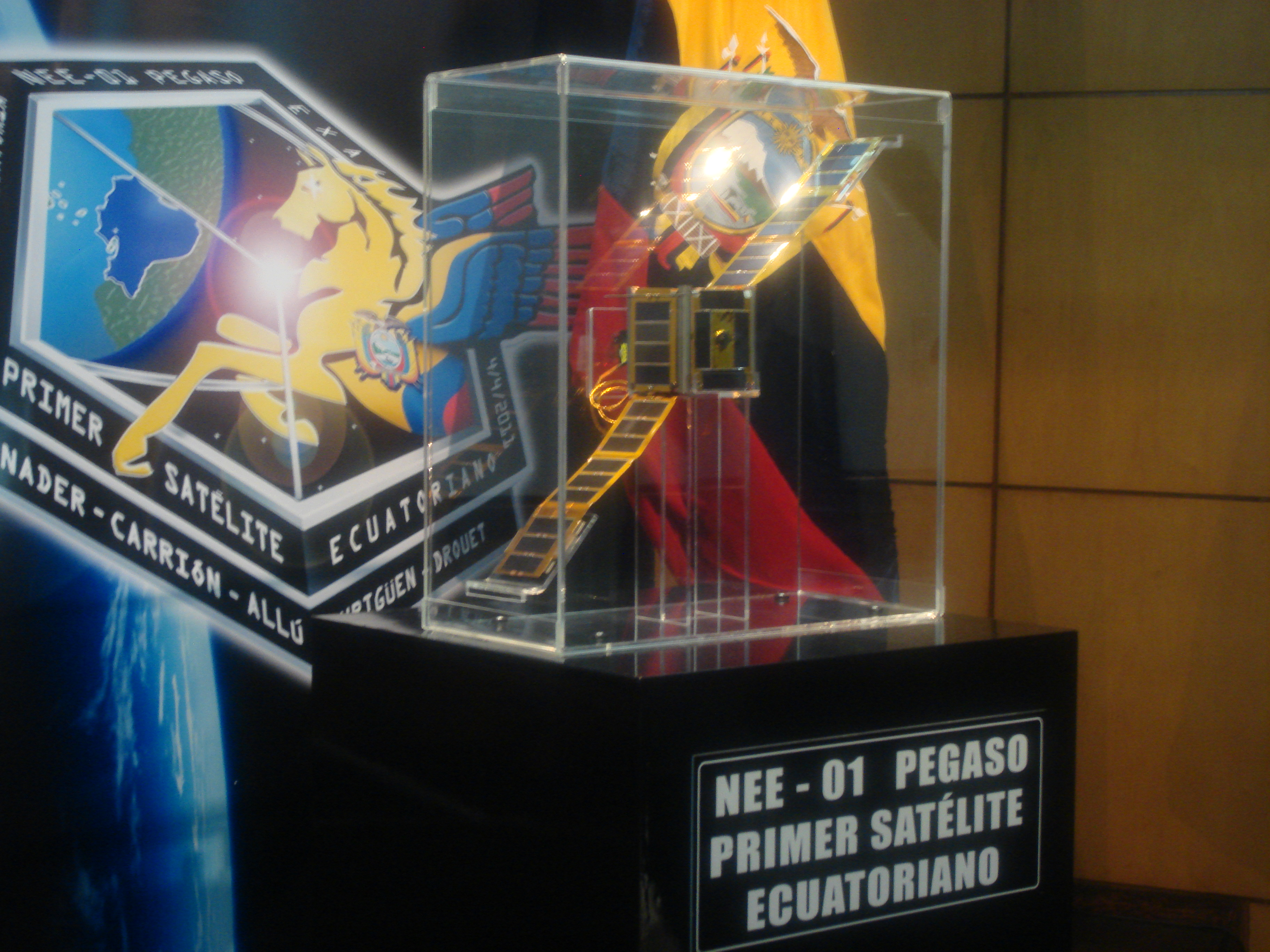
O satélite NEE-01 Pegaso em exibição com a insígnia da missão ao fundo.

NEE-01 Pegaso é a designação do primeiro satélite artificial do Equador. Construído pela ONG Agência Espacial Civil Equatoriana (EXA), ele foi lançado por um foguete chinês LM2D em 26 de Abril de 2013.
Anunciado em 4 de Abril de 2011, o  NEE-01 Pegaso é um nanosatélite, de um único módulo (1U) da classe CubeSat, acrescido de dois painéis solares, cada um com três células de cada lado, perfazendo um total de 12 células. Seguindo o padrão dessa classe, o satélite é um cubo de 10 x 10 x 10 cm; a "envergadura total com os painéis solares estendidos, é de 75 cm, pesando 1,2 kg.
Os instrumentos incluem: uma câmera dual, para imagens normais e infravermelhas que vai permitir ao satélite transmitir fotos e vídeos do espaço. A EXA e uma empresa privada, investiram $ 80.000,00 no projeto do satélite. O governo do Equador, contribuiu com cerca de $ 700.000,00 para o lançamento, seguros, logística e testes de certificação.
Em 23 de Maio de 2013, foi constatado um impacto lateral com partículas dos destroços de um foguete S14 soviético lançado em 1985. Mais tarde ficou claro que o satélite sobreviveu ao impacto apesar de ter perdido a comunicação com a base em terra (o contato com o satélite foi restabelecido em 25 de Janeiro de 2014, usando o NEE-02 Krysaor como intermediário).